# Il circo della farfalla
Il circo della farfalla (The Butterfly Circus) è un cortometraggio del 2009 diretto da Joshua Weigel.

## Trama
Will è un giovane privo degli arti sia superiori che inferiori e, proprio per questo, viene presentato come un fenomeno da baraccone. Tra le risa e l'ilarità  delle persone solo un uomo, Mister Mendez si avvicina a lui, dicendogli che  è magnifico. In un primo momento Will rimane attonito, ma poi gli sputa in faccia perché mai nessuno si era avvicinato così tanto a lui, timoroso di tutti i commenti della gente.
Solo più tardi scopre l'identità di Mendez che gli si era tanto avvicinato e decide di seguirlo: forse in Will si è accesa la speranza di poter cambiare la sua vita e di avere uno scopo. Nel nuovo circo di Mr Mendez, dove tanti uomini ballano, ridono, giocano, lavorano, Will è sicuro di trovare un posto, in fondo la sua diversità, la sua obbrobriosa deformità gli garantirà un ruolo in prima linea: ma così non è. E così Will entra a far parte della carovana, senza un ruolo, spettatore estasiato, sconvolto e assorto nello scoprire che esiste un mondo nel quale ci si può mettere in mostra non per i propri limiti, ma per le proprie risorse. Un mondo nel quale le competenze sono molto più importanti delle incompetenze, un mondo nel quale ognuno, nella sua diversità, ha un posto. Ma Will desidera un ruolo, quello che lui conosce comincia a non avere più un senso; lui però, considerato da sempre un povero storpio, non sa cosa può essere la sua vita se non la vive come fenomeno da baraccone, guardato da tutti, mai avvicinato, sempre deriso, mai ascoltato.
E così è Mr Mendez, interrogato da Will sulle sue possibilità nel circo, a spiegargli, con una semplicità disarmante, che ognuno è ciò che crede di essere, e che forse è più difficile trovare un nuovo ruolo quando nessuno ha insegnato un modo diverso per potersi vedere. Poche parole, poche spiegazioni. E quando Will chiede come farà lui che pensa che Dio gli abbia voltato le spalle, a trovare un modo nuovo di vedersi, Mr Mendez risponde "Più grande è la lotta, più glorioso è il trionfo". Will non comprende subito quelle parole, non conosce le storie di quegli uomini che ora appaiono così vincenti, forti, uniti nel gruppo, ma dopo qualche giorno, è lui stesso a sperimentare una parte di sé stesso che non conosceva: In un giorno di riposo, mentre tutti si divertono al fiume, Will è l'unico che non può godere della compagnia, non è in grado di raggiungere l'altra riva, né di nuotare. Chiede e chiede aiuto, ma nessuno gli risponde. E così pensa di potercela fare da solo, dopo essere caduto si rialza. Ma poi Will cade in acqua. Mentre tutti, spaventati lo cercano disperatamente, lui riemerge dall'acqua, felice: ha ora capito le parole di Mr Mendez: è possibile trovare un modo nuovo per aiutarsi, per scoprire e utilizzare le proprie risorse, anche quando tutto e tutti non hanno fatto altro che indicarci che così non è.
Will ha un nuovo posto, un nuovo mondo, una nuova possibilità: e così nel suo stupore, nella sua gioia, nella sua paura per quello che lo attende, Will trova una nuova occasione.